# Duetto buffo di due gatti
O  Duetto buffo di due gatti (tradução literal : Dueto humorístico dos dois gatos, em português chamado apenas Dueto dos Gatos) é uma peça popular para dois sopranos. Muitas vezes, é apresentada como "encore" ao final de um concerto. 

## Composição
Embora esta peça seja geralmente atribuída a  Gioachino Rossini, ela  não foi, de fato, escrita por ele; é uma compilação escrita em 1825, com passagens retiradas principalmente de sua ópera Otello, de 1816. O autor da compilação foi, provavelmente, o compositor inglês Robert Lucas Pearsall, que usou nesta ocasião o pseudônimo de  “G. Berthold”.

## Música e letra
A música, pela ordem de aparecimento, é constituída por: 
- Um extrato da cabaletta da ária Ah, come mai non senti, cantada por Rodrigo no segundo ato de Otello ;
- Um trecho de um dueto entre Otello e Iago, no mesmo ato;
- A Katte-Cavatine do compositor dinamarquês Christopher Ernst Friedrich Weyse.[2]

A letra consiste, apenas, na repetição da onomatopéia  ’’“miau”’’, o miado de um gato.

## Gravações
Alguns álbuns que contêm esta peça:
- A Tribute to Gerald Moore ( Homenagem a Gerald Moore), EMI Classics: Victoria de Los Angeles (soprano), Elisabeth Schwarzkopf (soprano), Gerald Moore (piano), lançado em 2003 (reedição ampliada da versão de 1969), também conhecido como "Le Duo des Chats";
- Sweet Power of Song (O doce poder da Canção)', EMI Classics : Felicity Lott (soprano), Ann Murray (mezzo-soprano), Graham Johnson (piano), lançado em 1990 ;
- Duets for Two Sopranos (Dueto para dois sopranos), BPI: Elisabeth Söderström (soprano) e Kerstin Meyer (mezzo-soprano), Jan Eyron (piano), lançado em  1992 ;
- Wir Schwestern Zwei, Wie Schönen, Nightingale : Edita Gruberova (soprano),  Vesselina Kasarova (mezzo soprano), e Friedrich Haider (piano). Última faixa: Katzen-Duett ;
- Von ganzem Herzen, Catalyst : Montserrat Caballé, Montserrat Martí, lançado em 1998.

## Notes
1. ↑  Duet for two Cats. Sometimes attributed to Rossini. A facsimile of the edition published by Ewer & Johanning, c. 1825, under the pseudonym of G. Berthold, with an introduction by Edgar Hunt and a facsimile of Pearsall's autograph score. reimpressão de 1973, pelo editor alemão Schott.
2. ↑  Richard Osborne :  Rossini.  London : Dent (1986), p.179